# Julián Viáfara
Julián Ramiro Viáfara Mesa (Cali, 19 maggio 1978) è un ex calciatore colombiano, di ruolo portiere.

## Palmarès

### Club

#### Competizioni nazionali
- Campionato colombiano: 2

América de Cali: 2001, 2002-I

#### Competizioni statali
- Campionato Baiano: 2

Vitória: 2009, 2010